# رابرت کورنویت (فوتبال)
رابرت کورنویت (انگلیسی: Robert Cornthwaite؛ زادهٔ ۲۴ اکتبر ۱۹۸۵) بازیکن فوتبال اهل بریتانیا است.
از باشگاه‌هایی که در آن بازی کرده‌است می‌توان به باشگاه فوتبال سلانگور، باشگاه فوتبال آدلاید یونایتد، و باشگاه فوتبال چونام دراگونز اشاره کرد.
وی همچنین در تیم‌های ملی فوتبال زیر ۲۳ سال استرالیا و استرالیا بازی کرده‌است.